# Мехия, Эдгар
Э́дгар Эдуа́рдо Мехи́я Вируэ́те (исп. Édgar Eduardo Mejía Viruete; род. 27 июля 1988, Гвадалахара, Мексика) — мексиканский футболист, полузащитник.

## Клубная карьера
Эдгар — воспитанник клуба «Гвадалахара» из своего родного города. 11 ноября 2006 года в матче против «Хагуарес Чьяпас» он дебютировал в мексиканской Примере. В том же году Эдгар стал чемпионом Мексики. В 2008 году для получения игровой практики Мехия сыграл на правах краткосрочной аренды несколько поединков за команду Лиги Ассенсо «Леонес Негрос». В 2010 году он помог «Гвадалахаре» выйти в финал Кубка Либертадорес.
В 2012 году Мехия на правах аренды перешёл в «Леон». 25 июля в матче Кубка Мексики против «Дорадос де Синалоа» он дебютировал за клуб. Эдгар принял участие в ещё одном кубковом поединке, после чего получил травму и не смог выиграть конкуренцию за место в основе.
22 февраля 2013 года три игрока «Гвадалахары» — Мехия, Джовани Касильяс и Марио де Луна — отправились в аренду в американский «Чивас США». В MLS Эдгар дебютировал 2 марта в матче стартового тура сезона 2013 против «Коламбус Крю». 24 марта в поединке против «Чикаго Файр» Мехия забил свой первый гол за «Чивас США».
В начале 2014 года Эдгар на правах аренды перешёл в «Пуэблу». 8 марта в матче против «Толуки» он дебютировал за новую команду.
В начале 2015 года Мехия перешёл в «Атлетико Сан-Луис». 11 января в матче против «Лобос БУАП» он дебютировал за новый клуб.
Летом того же года Эдгар вновь сменил команду, его новым клубом стал «Хуарес». 15 августа в матче против «Атланте» он дебютировал за новую команду. 6 декабря в поединке против «Атланте» Мехия забил свой первый гол за «Хуарес».
Летом 2017 года Эдгар присоединился к «Мурсьелагосу». 22 июля в матче против «Симарронес де Сонора» он дебютировал за новую команду.

## Достижения
Командные
 «Гвадалахара»
- Чемпион Мексики — Апертура 2006
- Финалист Кубка Либертадорес — 2010